# Aces High (videojuego)
Aces High es un simulador de vuelo de combate concebido para PC, desarrollado por HiTech Creations y lanzado al mercado por primera vez el 8 de mayo de 2000. Usado como videojuego multijugador masivo en línea su servicio de pago.

## Historia
Ace High fue uno de los primeros simuladores aéreos basados en la Segunda Guerra Mundial, multijugador y de pago. En 2001 la suscripción a las arenas en línea del juego costaba cerca de $30 dólares y el jugador podía elegir entre 3 bandos beligerantes disponibles y 47 vehículos en los que, además de aviones, se encontraban barcos y vehículos anfibios.
El videojuego podía descargarse de la página oficial y se podía jugar offline con un límite de hasta 8 jugadores.

## Aces High II: Tour of Duty
En 2003, la compañía decidió dar un giro radical al juego lanzando, en junio de 2004, la segunda y actual versión del mismo, «Aces High II: Tour of Duty». Con una gran cantidad de novedades como nuevos modelos de comportamiento y daños, motor gráfico, terrenos, interfaz y 80 vehículos controlables por el jugador; la principal novedad en jugabilidad recae en dos tipos de perspectivas del juego: una con misiones dirigidas al combate dogfight y otra dirigida al aspecto cooperativo, modo «Tour of Duty».
Actualmente, la cuota de acceso en línea es de $14.95 dólares USA al mes y sigue pudiéndose jugar en las mismas condiciones -salvo variaciones de cuotas online- en las mismas condiciones que cuando se lanzó.